# كانتون كارلوس خوليو أروزيمينا تولا
كانتون كارلوس خوليو أروزيمينا تولا (بالإنجليزية: Carlos Julio Arosemena Tola Canton)‏ هو كانتون في الإكوادور، يتبع مقاطعة نابو. بلغ عدد سكانه في تعداد عام 2001 حوالي 2,943 نسمة. ينقسم لأبرشيات.